# Mirosław Drzewiecki
Pour les articles homonymes, voir Drzewiecki.
Mirosław Michał Drzewiecki, né le 8 juillet 1956 à Łódź, est un homme politique polonais membre de la Plate-forme civique (PO). Il est ministre des Sports en novembre 2007 et octobre 2009.

## Biographie
Il appartient initialement au Congrès libéral-démocrate. Au cours des élections législatives du 27 octobre 1991, il est élu député de la voïvodie de Łódź avec 16 114 votes préférentiels.
Il n'est pas réélu en 1993 et rejoint l'Union pour la liberté (UW) en 1994. Il postule aux élections législatives du 21 septembre 1997 dans la voïvodie de Łódź, où il retrouve un siège à la Diète, totalisant 7 992 suffrages de préférence. En 2001, il décide d'adhérer à la Plate-forme civique et se représente aux élections législatives du 23 septembre suivant. Il engrange 7 823 voix de préférence et conserve ainsi son mandat.
Le 27 juin 2003, le nouveau président du parti Donald Tusk le choisit pour occuper les fonctions de trésorier. Il est à nouveau élu à la Diète lors des élections législatives du 25 septembre 2005, avec un total de 10 928 votes préférentiels. Il intègre le « cabinet fantôme » de la PO, coordonné par Jan Rokita, le 13 janvier 2006, étant chargé des Sports.
À nouveau candidat au cours des élections législatives anticipées du 21 octobre 2007, il est réélu député en recueillant 44 404 suffrages de préférence, réalisant le deuxième score de la circonscription derrière Cezary Grabarczyk et devant la ministre du Travail Joanna Kluzik-Rostkowska. Le 16 novembre, Mirosław Drzewiecki est nommé ministre des Sports et du Tourisme du premier gouvernement de coalition du libéral Donald Tusk.
Il est relevé de ses fonctions le 13 octobre 2009, après avoir été mis en cause dans une affaire de trafic d'influence autour d'une loi sur les jeux d'argent. Quatre jours plus tôt, il avait été démis de son poste de trésorier de la PO. Ne s'étant pas représenté aux élections législatives du 9 octobre 2011, il quitte la vie politique.